# Fettercairn (Whiskybrennerei)
Fettercairn ist eine Whiskybrennerei in Fettercairn, Aberdeenshire, Schottland.

## Geschichte
Die Brennerei wurde 1824 von Sir Alexander Ramsay gegründet und erhielt als zweite die offizielle Brennlizenz (die erste ging an Glenlivet). Es folgte eine Vielzahl von Besitzerwechseln. Unter den Besitzern war zeitweilig auch der ältere Bruder Sir Thomas Gladstone des damaligen britischen Premierminister William Ewart Gladstone.
Nach einem Brand wurde die Brennerei zwischen 1887 und 1890 fast komplett neu aufgebaut. 1960 wurden die eigenen Malzböden geschlossen und 1966 die Anzahl der Brennblasen von zwei auf vier erhöht. Seit 1973 gehört die Destillerie zu Whyte & Mackay, welche 2007 für 595 Millionen £ von United Spirits Limited, einer Tochter der indischen The UB Group gekauft wurden und Whyte & Mackay Ende Oktober 2014 für 430 Millionen £ an Emperador International Ltd. weiter verkauften.

## Produktion
Das Wasser der zur Region Highlands/Eastern Highlands gehörenden Brennerei stammt aus zwei Quellen in den Cairngorms. Die Destillerie besitzt einen Maischbottich (4,6 t), acht Gärbottiche (je 26.000 l) aus Douglasienholz, zwei wash stills (je 13.000 l) und zwei spirit stills (13.500 l und 11.500 l).